# Hans-Eric Hellberg
Hans-Eric Hellberg, född 11 maj 1927 i Stora Tuna, död 10 december 2016 i Borlänge, var en svensk författare och journalist som främst skrivit böcker för barn och ungdomar. Han väckte stor uppmärksamhet på 1970-talet när han skrev en rad böcker som flyttade fram gränsen för hur sexualitet hos barn och ungdomar kunde skildras.
| ”                                                           | Ända sen min debut 1958 ... har jag försökt skriva de böcker jag saknade när jag själv var i 10–13-årsåldern, böcker som samtidigt som de var spännande och roliga på vanligt sätt också talade om saker, var informativa, berättade för killar hur tjejer såg ut och fungerade och för tjejer hur killar kände det. | „ |
| – H-E Hellberg, ur ett brev till Ib Permin, 29 oktober 1971 | |   |

## Biografi
Hans-Eric Hellberg föddes 1927 i byn Mjälga i Stora Tuna. Han var enda barn till Eric Emanuel Hellberg och dennes hustru Hanna. Fadern, som var köpman, dog i tuberkulos 1940 när Hans-Eric var tretton år. Efter folkskola gick Hellberg på internatskola i Vaggeryd och därefter på Sigtuna folkhögskola. Efter en kort anställningstid på Köpings mekaniska verkstad gjorde han militärtjänstgöring i Boden 1947, där han lärde känna poeten Folke Isaksson. De följande åren ägnade Hellberg åt att resa genom stora delar av Europa, bland annat liftade han till Italien 1949 tillsammans med Folke Isaksson. Redan under tiden i Sigtuna hade Hellberg börjat skriva kåserier för Borlänge Tidning, men först 1954 fick han anställning som notisskrivare och korrekturläsare, för att sedermera avancera till kulturredaktör. Åren 1959 till 1971 var han gift med journalisten Barbro Hellberg, med vilken han fick dottern Åsa. Mellan 1979 och 1986 drev han bokförlaget Två skrivare tillsammans med Stig Ericson.

## Författarskapet
Hellberg skrev 78 böcker. Romandebuten kom 1958 med Jan får en vän, men redan 1950 fick han två noveller antagna till antologin Ny prosa 1950 utgiven på Albert Bonniers förlag, och 1956 publicerades ungdomsromanen Juveltjuvarna som följetong i Vestmanlands läns tidning.
Med vissa av sina böcker var Hellberg pionjär i ämnesvalen i böcker för unga. Exempel på detta är Björn med trollhatten (1965) som behandlar ämnet döden, och Kram (1973), som tar upp barns sexualitet, ett ämne som han snuddar vid redan 1965 i Kalle Karolina. I Annika på en söndag (1966) ges huvudfiguren tillfälle att reflektera över könsroller och jämställdhet, när det tas för givet att det är hon som skall sköta hushållet när modern tillfälligt får förhinder.
Faderns tidiga död påverkade starkt Hellbergs skrivande – redan i debuten är huvudpersonen en faderlös pojke, ett tema som han återkommer till genom åren, med variationen att faderns frånvaro beror på separation. Ett annat genomgående drag i Hellbergs böcker är att flickorna huvudsakligen skildras som handlingskraftiga och utåtriktade, medan pojkarna är blyga och inåtvända. Trots tunga ämnesval genomsyras Hans-Eric Hellbergs författarskap av kvick formuleringskonst och en underliggande humor.
Vardagsrealismen i Hellbergs prosa fick med tiden allt större inslag av magisk realism. I Osynlig närvaro från 1984 är spökerierna ett övernaturligt fenomen; elva år tidigare i Kram får liknande händelser en naturlig förklaring. Jens i Himmelrik och Efteråt berör livet efter döden (inspirerade av Jan Fridegårds Torntuppen). Även småbarnsböckerna Den magiska tavlan och I ett stjärnhus på toppen av ett berg präglas av fantasterier och överjordiska fenomen. I Kram-seriens avslutande böcker är skiljelinjen mellan fantasi och verklighet inte helt tydlig, och det förekommer beskrivningar av klärvoajans. Ytterligare ett exempel är Umuligt (endast utgiven på danska) från 1992, som handlar om en flicka som kan gå på vattnet, så länge hon själv tror på att det är möjligt.
Hans-Eric Hellbergs böcker har översatts till engelska, tyska, danska, norska, finska, nederländska, tjeckiska och färöiska.

### Kram-serien
Hellbergs mest kända verk är tveklöst Kram (1973) och dess uppföljare. Grundintrigen i böckerna – två familjer som sammanbor på varsin våning i en gammal bergsmansgård – baserades på ett försök till detta som paret Hellberg själv gjorde, något som de gav upp redan efter någon dag.  Kram var en beställning från den danske bokförläggaren Ib Permin (Høst & Søn, Köpenhamn). I ett brev till Stig Ericson på Bonniers (21 oktober 1971) ber han denne kontakta Hellberg om en idé gällande mer vågad ungdomslitteratur – "porno for børn" – som han anser det finns ett behov av, ett uttalande som nog måste ses som ett uttryck för tidsandan. Efter en kort tids brevväxling ger sig Hellberg i kast med projektet. Kram behandlar unga människors tankar och fantasier om sex, uppblandat med ett traditionellt barnäventyr i Enid Blytons anda med spökmysterier och underjordiska gångar. Boken gick onekligen utanför ramarna för vad som var vanligt vid tidpunkten beträffande sexualitet i litteratur riktad till yngre personer. Kram debatterades flitigt på kultursidorna och Hellberg fick ta emot en ansenlig mängd brev från läsare, något han alltid har uppmuntrat genom att uppge sin hemadress i böckernas förord. Hellbergs omfattande korrespondens med läsare finns arkiverad vid Uppsala universitetsbibliotek.
Läsarbreven utgjorde en viktig del i uppföljaren Puss (1975), ett litterärt experiment där Hellberg beströdde historien med egna reflektioner och korrespondens med kända och okända människor. Bland dem som fick sina svarsbrev publicerade i boken märks  Kurt Vonnegut, Barbro Werkmäster och Barbro Lindgren. Av upphovsrättsliga skäl fick dessa inslag lyftas ut ur senare upplagor. Puss refuserades av Ib Permin, men utkom likväl på Høst & Søn 1977. Hellberg infogade sig själv i handlingen på ett subtilt sätt: han är den mustaschprydde baklängescyklisten som Jonnie träffar på sjukhuset.
Berättelsen om Jonnie och Katarina går vidare i böckerna Love love love (1977), Älskar, älskar inte (1979), Kär kär kär i dej (1981), Förbjudna tankar (1989) samt i tre noveller i Outhärdligt (2003).

#### Kritiken mot Kram
Fram till Krams tillblivelse hade Hellberg åtnjutit stor respekt för sin förmåga att skriva för barn och ungdom; Maria-böckerna hade rosats av en enig kritikerkår. Trots att entusiasmen hos Krams målgrupp inte gick att ta miste på, fick nu Hellberg utstå bitvis mycket hårda angrepp. Dessa kom inte i första hand från kritikerna – där var reaktionerna övervägande positiva – utan från "vanligt folk" i vuxengenerationen. Rena hatbrev förekom.
Bland kritikerna hörde Stefan Mählqvist till de mest negativa. Han menade att boken slog in öppna dörrar; sexualundervisning i skolorna var ju något som redan diskuterades, och debatten om pornografi var ju i full sving sedan några decennier tillbaka. Helena Bothorp i Sydsvenska Dagbladet tyckte att skildringen av Katarinas äldre syster Inca bara var ytterligare ett exempel på kvinnliga romangestalter som hade till enda uppgift att behaga männen. Förutom detta ifrågasattes naturligtvis lämpligheten i att förse knappt tonåriga läsare med såpass ohöljda beskrivningar och rättframma samtal om sex. Aftonbladet publicerade de famösa kapitlen 13 och 14 i sin helhet, och frågade i rubriken: "Är en 13-åring mogen att läsa det här?"

### Dunder & Brak
Serien om de unga amatördetektiverna Mats och Päivi, alias Dunder & Brak – som dock hellre kallar sig hemliga agenter än detektiver – var Hellbergs försök att åstadkomma något i stil med Bengt Linders böcker om Dante, vad gäller både crazy-humorn och det stora antalet titlar. Serien inleds med De enögda banditerna 1972, men den egentliga starten var en följetong i Dagens Nyheter 1971 kallad Nio dagar med Dunder & Brak. Den omarbetades 1976 till den femte boken i serien, Päivi dyker ner. Det blev totalt fjorton böcker om Mats och Päivi.

### Maria Charlotta Hoffman
Ytterligare en bokserie är den om Maria. Serien inleds med Morfars Maria 1969, och avslutas med Maria kär 1982. Böckerna skildrar olika skeden i en människas liv, från födelsen till vuxen ålder. Det unika med serien är att det inte nödvändigtvis är tänkt att en och samma person skall läsa samtliga böcker; den första boken är riktad till yngre barn – den sista kan mycket väl sägas vara en vuxenbok. Trots gott betyg från läsare och kritiker, även internationellt, är Hellberg själv mindre nöjd med serien som helhet. Han ser sin egen barndom som alltför idyllisk för att han på ett trovärdigt sätt skall kunna skildra svårare förhållanden.

### Samarbeten
Flera av Hellbergs böcker tillkom i samarbete med andra författare. Tillsammans med Elvira Birgitta Holm, en kollega på Borlänge Tidning, skrev han Förbjudet och Tillåtet 1974–1975. Holm utökade bokserien med fler titlar på egen hand. Andra samarbetspartner är Agneta Ginsburg, Susanne Jobs, Ulf Nilsson och illustratören Tord Nygren, som Hellberg blev vän med redan under barndomsåren i Mjälga. Hellberg har även bidragit med material till amerikanska Cricket Magazine, och under perioden 1968–1988  till årsboken Bland tomtar och troll.

## Film och TV (urval)
- 1959 – Skuggornas klubb, pjäs för TV
- 1971 – Björn med trollhatten filmades för TV som Vännerna. Den visades först som en serie i tre delar, vid andra visningen var den omklippt till långfilmsformat.
- 1975 – Hellberg själv skrev manuset till Bogserbåten, en TV-serie i fyra delar baserad på boken med samma namn.
- 1977 – Fortsättningen på Bogserbåten blev Som vänner..., en TV-serie i sex delar. Manuset skrev Hellberg, det kom även ut som böckerna Som vänner och Behåll dej!
- 1979 – Jag är Maria jag låg till grund för biofilmen Jag är Maria i regi av Karsten Wedel.
- 1986 – SVT:s julkalender, Julpussar och stjärnsmällar, baseras på hans böcker om den fiktiva orten Busnäs.
- 1991 – Osynlig närvaro blev en TV-serie i tre delar.

### Orealiserade projekt
Hellberg gjorde ett par försök att omvandla Kram till ett film- eller TV-manus, först tillsammans med Agneta Ginsburg, andra gången i samarbete med Karolina Komstedt (från indiepopbandet Club 8). Båda försöken rann ut i sanden. Det fanns även långt gångna planer på en film baserad på Jonas hämnd från 1967. Inte heller det projektet resulterade i något konkret, förutom att Hellberg skrev om boken med utgångspunkt från filmmanuset. Jonas hämnd existerar alltså i två ganska olika versioner, en från 1967 och en från 1980.

## Priser och utmärkelser
- 1959 – Boklotteriets stipendiat
- 1965 – Litteraturfrämjandets stipendiat
- 1966 – Borlänge kommuns kulturpris[26]
- 1970 – Litteraturfrämjandets stipendiat
- 1971 – Nils Holgersson-plaketten[27]
- 1975 – Astrid Lindgren-priset[28]
- 1976 – Svenska Deckarakademins pris för Barn- och ungdomsdeckare[29]
- 1982 – Kopparbergs läns[g] landstings kulturpris[30]